# Micralarctia punctulata
Micralarctia punctulata là một loài bướm đêm thuộc phân họ Arctiinae, họ Erebidae.